# 程逊 (后晋)
程逊（？—938年），字浮休，寿春人，五代十国后晋官员。
后晋时，程逊入朝召为翰林院充学士，自兵部侍郎承旨授太常卿。天福三年（938年）秋，以礼部尚书程逊为加恩使。母亲年老体弱，双目失明，程逊没有向执政推辞使命。将行，母亲用手摸着他的脸，号泣相送。中秋节晚上，天空阴暗如同月末，程逊作诗：“幽室有时闻雁叫，空庭无路见蟾光。”同僚见到后，对他的诗句离奇不祥感到惊讶。出使回程，遇风溺水而亡。